# Okrug La Paz, Arizona
La Paz, Petnaesti i najnoviji okrug Arizone, 11,690 km² (4,513 sq mi), 19,715 st. (2000),  nastao 1. siječnja 1983. izdvajanjem sjevernog dijela okruga Yuma. 
Glavni gradski centri su Parker (okružno središte) i Quartzsite, zimsko turističko središte kroz koje zimi privlači preko milijun posjetitelja i gdje se nalazi grob poznate sirijske kamile Haiji Ali, popularno nazvane "Hi Jolly" (vidi).

## Povijest
Glasovanjem 2 studenog 1982 okrug La Paz nastat će političkom jedinicom Arizone 1. siječnaj 1983. odvajanjem od matičnog okruga Yuma, a svoje ime uzima po prvom okružnom središtu Yuma okruga, gradu La Paz, koji će nakon buma potpuno opustjeti 1891.

## Državni parkovi
Na području okruga nalazi se više državnih parkova i zanimljivih mjesta, među ostalima i državni parkovi River Island, Alamo Lake i Buckskin Mountain. U okrugu se nalazi i Parkerova brana (Parker Dam), svjetski najdublja brana, tijekom čije konstrukcije su radnici kopali 235 stopa (oko 72 metra) kroz pijesak i šljunak riječnog dna da bi se doprlo do stabilnog stjenovitg tla sigurnog za njezine temelje. Uz rijeku Colorado nalaze se plaže i mjesta za piknike. 

## Gradovi i naselja
Bouse, Cibola, Ehrenberg, Parker (okružno središte), Poston, Quartzsite, Salome, Vicksburg, Wenden.

## Parker: koktel naroda
U glavnom središtu Parkar žive pripadnici nekoliko desetaka narodnosti među kojima ima najviše Meksikanaca 20%, Nijemaca 14%, Engleza 11%, Iraca 9% i Francuzi 3%, ostali koji sudjeluju s 2% i 1% stanovništva su Nizozemci, Talijani, Škoti, Norvežani, Šveđani, Velšani, Danci, Frankokanađani, Poljaci, Afroamerikanci, Yuman i Navaho Indijanci i pripadnici raznih drugih europskih i latino-naroda.

## Vanjske poveznice
- La Paz County, AZ  Arhivirana inačica izvorne stranice od 2. studenoga 2007. (Wayback Machine)